# برنج لنجان
برنج لنجان، یکی از انواع برنج‌های ایران است که در خطه لنجان کشت می‌شود. این خطه از لحاظ کشاورزی مهم‌ترین تولیدکننده برنج در استان اصفهان به‌شمار می‌آید. تا پیش از کشت برنج چمپای معطر لنجان، در این منطقه برنج گرده کشت می‌شده‌است. در زمان قاجار طی سفر حج یکی از خوانین منطقه و همسفر شدن با تعدادی از اهالی کامفیروز از استان فارس، برنج مذکور به منطقه وارد و در منطقه لنجان کشت آن گسترش یافت.
طی سال‌های اخیر شایعاتی در خصوص این که برنج مذکور عامل بیماری ام اس در منطقه است مطرح شد که بر اساس ۲۰ پژوهش معتبر علمی بی اساس بودن شایعات مذکور مشخص شد.

## ضرب‌المثل‌ها
- مثل بوجارلنجان است، از هر طرف باد بیابد بادش می‌دهد؛ یعنی عقیدهٔ ثابتی ندارد و پیرو هر قوی و زورمندی است.
- گوجه می‌خواهی برو آفارون، برنج می‌خواهی برو لنجون.

آفارون یا آپاران از دهات معروف نزدیک اصفهان و جزء بخش ماربین است که گوجه‌های بسیار خوب دارد، و لنجان از بخشهای مهم و حاصلخیز اصفهان است که برنج آن به‌غایت مشهور است، و مراد آنکه هر کالای خوب و مرغوبی را باید از منبع و مرکز اصلی آن به دست آورد.